# 西田雄一郎
西田 雄一郎（にしだ ゆういちろう、1974年10月14日 - ）は、JRA・美浦トレーニングセンター所属の元騎手・現調教師。

## 来歴
神奈川県横浜市生まれ。小学2年から中学まで野球をしていた。同級生に競馬好きがいて競馬に興味を持ち、引退レースのオグリキャップが勝った有馬記念を見て感動し、騎手を志す。高校を2年で中退後、1995年、第11期生として競馬学校騎手課程を卒業しJRAの騎手免許を取得する。同期には青木芳之、西谷誠、野元昭嘉、矢原洋一、山本康志らがいる。
美浦・境征勝厩舎所属の騎手としてデビュー。初騎乗は3月4日、中山競馬第12競走のグレイトスターオーで、15頭立ての5着。初勝利は5月6日の福島競馬第12競走のサクラファイターで挙げた。デビュー35戦目での事だった。8月27日、新潟記念でカルパートに騎乗し重賞初騎乗（11着）。同年は10勝を挙げ、民放競馬記者クラブ賞を受賞した。
1996年7月6日、七夕賞でサクラエイコウオーに騎乗しデビュー2年目で重賞初制覇。
1998年、自動車運転でスピード違反を起こし、出頭を前に再びスピード違反で摘発され、その責任を取る意味で騎手免許を自主返上し、1999年10月1日付で免許取り消しとなった。その後、宮城・山元トレーニングセンターで牧場スタッフとして勤務。6年後にJRAの2005年度の騎手免許試験を再受験して合格した。このためJRAの公式ホームページのデータファイル欄には1999年度の引退騎手のページと現役騎手ページの両方に記載されている。なお西田は2005年3月から再びレースに騎乗している。
2010年7月18日、アイビスサマーダッシュで8番人気ケイティラブに騎乗し、14年ぶりに重賞制覇。インタビューで「華のない、地味な、髪の毛の薄いジョッキーですが、これからも頑張ります」とユーモラスに語った。
2014年4月26日、福島8R（4歳上500万下）で16頭立て16番人気のリバティーホールに騎乗して勝利。単勝払戻金は5万6940円で、JRA史上最高単勝配当となった。1955年に阪神で記録された5万5870円を59年ぶりに更新した。
2017年7月30日、アイビスサマーダッシュで8番人気ラインミーティアに騎乗し、7年ぶり3度目の重賞制覇。
2021年度の新規調教師免許試験に合格したため、2020年12月31日をもって騎手を引退し翌2021年1月1日より調教師に転身する。通算成績はJRA6775戦224勝（地方競馬132戦5勝）。
2022年3月1日付けで厩舎を開業した。前日付で調教師を引退する堀井雅広厩舎から9頭を引き継ぐ。同年3月21日中山第7競走をリリーブライトで勝利し、開業12戦目で初勝利。

## エピソード
- アイビスサマーダッシュを2度制するなど新潟競馬場の芝直線1000mを得意とし[16]、“ミスター千直”“千直マイスター”の異名を持つ[17][18]。
- 1996年4月7日の中山5R（障害4歳上未勝利）で一度だけ障害レースに騎乗したことがある（サクラジェイボーイで11着）。
- 2023年2月19日の東京12R、管理馬のゲンパチプライドに福永祐一を起用。これが福永にとってJRAで最後の騎乗となった。（5着）

## おもな騎乗馬
- サクラエイコウオー（1996年七夕賞）
- カシノチェスト（2009年たんぽぽ賞）
- ケイティラブ（2010年アイビスサマーダッシュ）
- カシノピカチュウ（2013年ファルコンステークス2着、ラジオNIKKEI賞2着）
- ラインミーティア（2017年アイビスサマーダッシュ）

## 騎乗成績
| 年度   | 1着 | 2着 | 3着 | 騎乗数 | 勝率 | 連対率 | 複勝率 |
| ------ | --- | --- | --- | ------ | ---- | ------ | ------ |
| 1995年 | 10  | 13  | 16  | 239    | .042 | .096   | .163   |
| 1996年 | 26  | 26  | 26  | 355    | .073 | .146   | .220   |
| 1997年 | 26  | 22  | 25  | 358    | .073 | .134   | .204   |
| 1998年 | 29  | 23  | 24  | 394    | .074 | .132   | .193   |
| 1999年 | 4   | 3   | 3   | 67     | .060 | .104   | .149   |
| 2005年 | 7   | 3   | 3   | 215    | .033 | .047   | .060   |
| 2006年 | 7   | 5   | 15  | 316    | .022 | .038   | .085   |
| 2007年 | 4   | 7   | 9   | 319    | .013 | .034   | .063   |
| 2008年 | 10  | 13  | 14  | 288    | .035 | .080   | .128   |
| 2009年 | 12  | 15  | 9   | 434    | .028 | .062   | .083   |
| 2010年 | 11  | 14  | 27  | 475    | .023 | .053   | .109   |
| 2011年 | 8   | 20  | 22  | 405    | .020 | .069   | .123   |
| 2012年 | 6   | 20  | 11  | 408    | .015 | .064   | .091   |
| 2013年 | 13  | 17  | 17  | 469    | .028 | .064   | .100   |
| 2014年 | 11  | 14  | 7   | 461    | .024 | .054   | .069   |
| 2015年 | 15  | 14  | 10  | 343    | .044 | .085   | .114   |
| 2016年 | 3   | 11  | 8   | 293    | .010 | .048   | .075   |
| 2017年 | 8   | 9   | 12  | 271    | .030 | .063   | .107   |
| 2018年 | 3   | 6   | 13  | 300    | .010 | .030   | .073   |
| 2019年 | 9   | 4   | 11  | 219    | .041 | .059   | .110   |
| 2020年 | 2   | 3   | 5   | 145    | .014 | .034   | .069   |
| 平地   | 224 | 262 | 287 | 6775   | .033 | .072   | .114   |
| 障害   | 0   | 0   | 0   | 1      | .000 | .000   | .000   |
| 地方   | 5   | 8   | 6   | 132    | .038 | .098   | .144   |

|            | 日付          | 競馬場・開催  | 競走名       | 馬名               | 頭数 | 人気 | 着順 |
| ---------- | ------------- | ------------- | ------------ | ------------------ | ---- | ---- | ---- |
| 初騎乗     | 1995年3月4日  | 2回中山3日12R | 5歳上500万下 | グレイトスターオー | 15頭 | 6    | 5着  |
| 初勝利     | 1995年5月6日  | 1回福島5日12R | 5歳上500万下 | サクラファイター   | 14頭 | 9    | 1着  |
| 重賞初騎乗 | 1995年8月27日 | 1回新潟6日11R | 新潟記念     | カルパート         | 11頭 | 10   | 11着 |
| 重賞初勝利 | 1996年7月6日  | 3回中山7日11R | 七夕賞       | サクラエイコウオー | 17頭 | 5    | 1着  |
| GI初騎乗   | 2009年5月24日 | 3回東京2日11R | 優駿牝馬     | パドブレ           | 17頭 | 17   | 16着 |

## 調教師成績
|            | 日付          | 競馬場・開催  | 競走名                 | 馬名           | 頭数 | 人気 | 着順 |
| ---------- | ------------- | ------------- | ---------------------- | -------------- | ---- | ---- | ---- |
| 初出走     | 2022年3月5日  | 2回中山3日1R  | 3歳未勝利              | ブエナスエルテ | 16頭 | 4    | 8着  |
| 初勝利     | 2022年3月21日 | 2回中山8日7R  | 4歳以上1勝クラス       | リリーブライト | 14頭 | 11   | 1着  |
| 重賞初出走 | 2023年3月11日 | 1回阪神9日8R  | 阪神スプリングジャンプ | ミッキーメテオ | 12頭 | 2    | 4着  |
| 重賞初勝利 |               |               |                        |                |      |      |      |
| GI初出走   | 2025年5月4日  | 2回京都4日11R | 天皇賞（春）           | ジャンカズマ   | 15頭 | 12   | 14着 |
| GI初勝利   |               |               |                        |                |      |      |      |